# Gloria Gómez
Gloria Gómez Bernal (Bogotá, 26 de diciembre de 1953) es una primera actriz y pionera de la televisión colombiana. Hija de la reconocida actriz Chela del Río y hermana de la también actriz Lucero Gómez, es reconocida por sus actuaciones en Pasión de Gavilanes, Don Chinche, El último matrimonio feliz y su primer protagónico Un largo camino.

## Trayectoria
A los ocho años, su madre, la actriz Chela del Río la llevaba a Inravisión. En 1960 comenzó a trabajar en radio. Participó en los cuentos infantiles y en las radionovelas que escribía su madre. A los 14, en 1967, ingresó a la televisión. Luego de Volverás a mis brazos pasó a Dialogando y Caso juzgado. Su actuación en "El quitapesares", un episodio de Caso juzgado, le mereció el premio que en ese entonces daba la Policía Nacional a la mejor actriz. Su primer protagónico fue en 1977, en la telenovela Un largo camino, escrita por Julio Jiménez. Siguió protagonizando el papel de Eva Rodríguez en pasión de gavilanes como ama de llaves de Franco Reyes y Sara Elizondo

## Filmografía

### Televisión
- Café con aroma de mujer (2021) — Fiscal
- Enfermeras (2021) — Doña Josefina Vargas
- La ley del corazón (2016-2017) — Maruja
- Las santísimas (2015) — Berenice Hurtado vda. de Penagos
- Secretos del paraíso (2013) — Fernanda
- A mano limpia (2010-2011) — Doña Lucy Guiza
- El último matrimonio feliz (2008-2009) — Matilde Cordero
- Aquí no hay quien viva (2008) — Mamá de Carmen (Ep: Éranse unas alumnas PT1)
- La diva (2006-2007) — Raquel Arias
- ¿De qué tamaño es tu amor? (2006-2007) —Carmencita
- La mujer en el espejo (2004-2005) — Mercedes Soler
- Pasión de gavilanes (2003-2004) — Eva Rodríguez
- Milagros de amor (2002-2003) — Ofelia
- Amor a mil (2001) — Julia de Afanador
- Brujeres (2000) — Sargento mayor Francisca Pachón
- La dama del pantano (1999) — Mamá de Larsen
- Marido y mujer (1999) — Isabel de Duque
- Código de pasión (1998)
- Amores como el Nuestro (1998) — Margarita Salazar
- Tentaciones (1996-1998) — Piedad Holguín Sáenz
- Hombres (1997)
- Las ejecutivas (1996)
- Si nos dejan (1996) — madre de María Lucía
- Piel a piel (1995) — Rosa Díaz
- Mascarada (1996)
- Soledad (1995) — madre de Juliana y Soledad
- Mi única verdad (1993)
- La maldición del paraíso (1993)
- La casa de las dos palmas (1991) — Carlota Herreros Meléndez
- La vida secreta de Adriano Espeleta (1991)
- Sangre de lobos (1991)
- Gitana (1990) — Tulia
- Te voy a enseñar a querer (1990)
- Garzas al amanecer (1989)
- Los hijos de los ausentes (1988)
- El divino (1987) — Ceres
- El infierno (1986)
- La Señora (1985)
- Camelias al desayuno (1985)
- Yo no creo en los hombres (1984)
- El cuento del domingo (1984)
- Casos y cosas de casa (1983)
- Don Chinche (1982-1989) — Rosalbita
- El hijo de Ruth (1982)
- Sur verde (1980) — Regina
- Soledad (1980)
- La Cosecha (1979)
- La abuela (1979) — Liberata
- Un largo camino (1977)
- Dialogando
- El quitapesares
- Caso juzgado
- Esposos en vacaciones (1977) — Constantina
- Que no le pase a usted
- Volverás a mis brazos (1971) — Teresa Arcaya
- Cartas a Beatriz (1969) — Consuelo
- Detrás del muro
- En tu piel

## Premios y nominaciones

### Premios TVyNovelas
| Año  | Categoría               | Telenovela o Serie         | Resultado |
| ---- | ----------------------- | -------------------------- | --------- |
| 2009 | Mejor actriz antagónica | El último matrimonio feliz | Ganadora  |
| 2000 | Mejor actriz antagónica | Marido y mujer             | Ganadora  |
| 1997 | Mejor actriz antagónica | Las ejecutivas             | Nominada  |
| 1993 | Mejor actriz de reparto | Sangre de lobos            | Ganadora  |

### Premios India Catalina
| Año  | Categoría                                     | Telenovela o serie                  | Resultado |
| ---- | --------------------------------------------- | ----------------------------------- | --------- |
| 2009 | Mejor actriz antagónica de telenovela o serie | El último matrimonio feliz          | Nominada  |
| 1996 | Mejor actriz principal                        | Las ejecutivas                      | Nominada  |
| 1993 | Mejor actriz de reparto                       | Sangre de lobos                     | Ganadora  |
| 1992 | Mejor actriz principal                        | La casa de las dos palmas           | Nominada  |
| 1991 | Mejor actriz principal                        | La vida secreta de Adriano Espeleta | Nominada  |

### Otros premios obtenidos
Premios Simon Bolivar
- Mejor Actriz DE Reparto - Don Chinche y los hijos de los ausentes
- Mejor Actriz DE Reparto - Sangre de lobos

Premio Gloria de la tv
- ESPECIAL POR LOS 50 AÑOS DE LA TV COLOMBIANA.

Premio Tele Hit
- Mejor Actriz - Los Peréz somos así

Premio Policía Nacional
- Mejor Actriz - Caso juzgado